# Conrad Emmanuel Steinbrecht
Conrad Emmanuel Steinbrecht (Tangermünde, 22 settembre 1849 – Malbork, 3 luglio 1923) è stato un architetto tedesco.
Diresse degli scavi archeologici in Grecia nel 1877 e degli studi architettonici a livello statale, oltre che aver pubblicato il libro "Thorn im Mittelalter" nel 1881. Fu inoltre uno dei più importanti architetti ad aver lavorato nel Castello di Malbork, dove diresse la ristrutturazione dell'edificio per svariati anni.